# Gino e Michele
Luigi Vignali (Milano, 7 luglio 1949) e Michele Mozzati (Milano, 15 maggio 1950), meglio noti come Gino & Michele, sono scrittori, autori televisivi e teatrali ed editori italiani. Con Giancarlo Bozzo sono ideatori e autori di tutte le edizioni televisive di Zelig.

## Biografia
Milanesi, si sono conosciuti a metà degli anni sessanta. L'interesse comune nei confronti del genere comico li ha portati a coltivare l'hobby del cabaret, attività che i due hanno poi concretizzato in professionismo alla fine degli anni settanta, diventando autori satirici e comici. Il loro sodalizio non si è mai interrotto da allora e ha portato a numerosi successi nel campo dell'editoria, del giornalismo, dello spettacolo.
Gino Vignali e Michele Mozzati, ancora studenti universitari, nel 1970 formano il gruppo musicale di cabaret I Bachi da sera, un quartetto sull'onda della popolarità de I Gufi destinato presto a sciogliersi col termine degli studi universitari. Nel 1976 nasce la coppia Gino & Michele che contribuisce alla formazione e alla crescita di Radio Popolare di Milano, conducendo numerose trasmissioni satiriche tra cui Passati col rosso, Do you remember sixty eight e L'orecchio. Per quest'ultima scrivono la sigla con Enzo Jannacci, Ci vuole orecchio, che incisa dallo stesso Jannacci diventa un successo.
Il loro passaggio al professionismo avviene attraverso la co-scrittura televisiva di Drive-in (1985-1988): chiamati come autori da Antonio Ricci firmeranno col gruppo dello stesso Ricci anche Matrioska e L'araba fenice (1988).
Dal 1988 al 1990 sono co-autori con Zuzzurro e Gaspare del varietà Emilio. Dal 1990 al 1992 scrivono la sitcom I vicini di casa, fiction di cui sono anche ideatori.
Nel 1992-1993 sono ideatori e autori con Paolo Rossi di Su la testa!, quindi di Scatafascio e nello stesso anno, con Giancarlo Bozzo e Serena Dandini, di Comici. Con il medesimo Bozzo e fino ai giorni nostri sono ideatori e autori di tutte le edizioni televisive di Zelig.
In teatro Gino e Michele hanno iniziato con Gabriele Salvatores, co-firmando per il Teatro dell'Elfo Comedians ed Eldorado (1985-1986).
Dal 1986 alla fine degli anni novanta hanno firmato i successi teatrali di Paolo Rossi, tra cui Chiamatemi Kowalski, C'è quel che c'è, Operaccia romantica.
Dal 1995 al 1999 hanno collaborato inoltre con Aldo, Giovanni e Giacomo alla scrittura dei loro spettacoli teatrali, da I corti a Tel chi el telùn, per la regia di Arturo Brachetti.
Nella stagione 2015-2016 hanno portato in scena loro stessi il reading Passati col rosso, accompagnati dai musicisti Folco Orselli e Enzo Messina. Si è trattato di un florilegio dei migliori pezzi di satira scritti da Gino e Michele dal 1976 ai giorni nostri. Nel cinema hanno curato i dialoghi di Kamikazen - Ultima notte a Milano di Salvatores (1988) e di Volere volare, regia di Maurizio Nichetti e Guido Manuli (1991). Hanno partecipato alla sceneggiatura di Così è la vita di Aldo Giovanni & Giacomo (1998).
Come scrittori hanno pubblicato una quindicina di titoli, sia di editoria satirica (per esempio Rosso un cuore in petto c'è fiorito e Saigon era Disneyland in confronto), sia di narrativa (per esempio Neppure un rigo in cronaca). Hanno inoltre ideato e realizzato la fortunatissima serie di Anche le formiche nel loro piccolo s'incazzano, iniziata con Einaudi nel 1991, proseguita con Baldini & Castoldi dal 1992 e trasformatasi poi nella saga de Le cicale a partire dal 2002, con Kowalski Editore, casa editrice fondata proprio dalla coppia. Nel 2018 pubblicano insieme a Francesco Bozza Anche le formiche nel loro piccolo postano, per la rinata Baldini & Castoldi.
Gino e Michele hanno pubblicato anche come scrittori "solisti". Michele Mozzati ha pubblicato con la casa editrice Skira due raccolte di racconti ispirate ai quadri del pittore Edward Hopper: Luce con muri - Storie da Edward Hopper (2016) e Silenzi e stanze - Altre storie da Edward Hopper (2018). Nel 2020 ha pubblicato con La nave di Teseo il romanzo Quel blu di Genova, ambientato a metà dell'Ottocento tra Milano, Genova, New York e San Francisco. Gino Vignali ha pubblicato per Solferino il primo giallo di una tetralogia, La chiave di tutto nel 2018, cui hanno fatto seguito gli altri tre titoli: Ci vuole orecchio (2019), La notte rosa (2019), Come la grandine (2020).Vi si raccontano le indagini a Rimini del vice questore Costanza Confalonieri Bonnet. 
Come giornalisti Gino & Michele hanno firmato rubriche su Cuore, Tango, Linus, Il Corriere della Sera, Il Mondo, il Guerin Sportivo, l'Unità, Tic, Dire fare baciare (di queste ultime due testate sono stati anche editori e condirettori), Amico Treno, ecc. A metà degli anni settanta sono stati tra i fondatori, assieme a Nico Colonna, dell'agenda Smemoranda che in trent'anni è diventata il diario scolastico più utilizzato in Italia.
Alla fine degli anni ottanta hanno partecipato con Giancarlo Bozzo alla nascita del cabaret Zelig a Milano, di cui hanno tenuto, come direttori artistici, la programmazione per lunghi periodi; in seguito hanno promosso la fondazione di Bananas, l'organizzazione che si è occupata di spettacolo partendo proprio dall'esperienza di Zelig. È stato attraverso la credibilità di questa attività nel mondo del teatro cabaret e del comico che Zelig ha saputo svilupparsi anche attraverso l'omonimo programma tv, il più longevo varietà televisivo della storia della televisione italiana. 
Nel 2023 sono presenti in due docufilm: Enzo Jannacci - Vengo anch'io, regia di Giorgio Verdelli e Io, noi e Gaber, regia di Riccardo Milani.
Appassionati di calcio, sono tifosi e piccoli azionisti dell'Inter.

## I libri
Satira
- Rosso un cuore in petto c'è fiorito, Roma, Savelli, 1978; Milano, Baldini & Castoldi, 1996. ISBN 88-8089-192-8.
- M'avessero imparato a volare, Roma, Savelli, 1979.
- Nomi d'oggi, Roma, Tango Edizioni, 1988.
- Saigon era Disneyland (in confronto), Milano, Baldini & Castoldi, 1991. ISBN 88-85988-00-8.
- Il pianeta dei Bauscia. Viaggio al centro della Lega, Milano, Baldini & Castoldi, 1993. ISBN 88-85989-36-5.
- Antenna pazza e la tribù dei Paiache, Milano, Baldini & Castoldi, 1996. ISBN 88-8089-132-4.
- Quinto stato. La peperonata, Milano, Baldini & Castoldi, 1997. ISBN 88-8089-328-9.

Narrativa
- Faceva un caldo torrenziale. Trentuno racconti per un mese di vacanze, Milano, A. Mondadori, 1986.
- La locomotiva. 20 racconti, Milano, Zelig, 1994. ISBN 88-86471-01-7.
- Neppure un rigo in cronaca, Milano, Rizzoli, 2000. ISBN 88-17-86614-8; Milano, Feltrinelli, 2009. ISBN 978-88-07-72144-1.
- Quella volta ho volato. Storie d'amore, Milano, Kowalski, 2005. ISBN 88-7496-606-7.

Narrativa Michele Mozzati
- Luce con muri - Storie da Edward Hopper[2] , Milano, Skira, 2016.
- Silenzi e stanze - Altre storie da Edward Hopper[3] , Milano, Skira,  2018.
- Quel blu di Genova, Milano, La nave di Teseo,  2020.

Narrativa Gino Vignali
- La chiave di tutto[4], Milano, Solferino Libri, 2018.
- Ci vuole orecchio, Milano, Solferino Libri, 2019.
- La notte rosa, Milano, Solferino Libri, 2019.
- Come la grandine, Milano, Solferino Libri, 2020.
- I milanesi si innamorano il sabato, Solferino Libri, 2022.

Antologie di battute
- Anche le formiche nel loro piccolo s'incazzano, con Matteo Molinari non accreditato, Torino, Einaudi, 1991. ISBN 88-06-12315-7.
- Anche le formiche nel loro piccolo s'incazzano. Anno secondo, con Matteo Molinari, Milano, Baldini & Castoldi, 1992. ISBN 88-85988-08-3.
- Le formiche. Ultimo atto, con Matteo Molinari, Milano, Baldini & Castoldi, 1993. ISBN 88-85988-60-1.
- Anche le formiche nel loro piccolo s'incazzano. Volume quarto (a gratis), con Matteo Molinari, Milano, Zelig, 1994. ISBN 88-86471-02-5.
- Anche le formiche nel loro piccolo s'incazzano. Opera omnia Volumi I-V, con Matteo Molinari, Milano, Baldini & Castoldi, 1995. ISBN 88-8089-077-8; Milano, A. Mondadori, 1997. ISBN 88-04-43263-2.
- Anche le formiche nel loro piccolo s'incazzano. Anno 2000, Milano, Baldini & Castoldi, 1999. ISBN 88-8089-713-6.
- Anche le formiche nel loro piccolo s'incazzano. Anno 2002, Milano, Baldini & Castoldi, 2001. ISBN 88-8490-049-2.
- Anche le formiche nel loro piccolo s'incazzano. Raccolta completa, 1991-2001, con Matteo Molinari, Milano, Baldini & Castoldi, 2001. ISBN 88-8490-074-3.
- Le formiche e le cicale. Anno 2004, con Matteo Molinari, Milano, Kowalski, 2003. ISBN 88-7496-603-2.
- Anche le formiche nel loro piccolo s'incazzano, edizione completa, con Matteo Molinari, Milano, Baldini Castoldi Dalai, 2003. ISBN 88-8490-424-2.
- Le cicale. Anno 2004, con Matteo Molinari, Milano, Kowalski, 2004. ISBN 88-7496-409-9.
- Le cicale. Anno 2006, con Matteo Molinari, Milano, Kowalski, 2005. ISBN 88-7496-037-9.
- Visto che non posso avere la maggioranza mi accontenterò dell'unanimità. Le cicale, anno 2008, con Matteo Molinari, Milano, Kowalski, 2007. ISBN 978-88-7496-731-5.
- Le cicale 2010, con Paolo Borraccetti, Milano, Kowalski, 2009. ISBN 978-88-7496-759-9.
- Enciclopedia universale della battuta, a cura di, con la collaborazione di Matteo Molinari, 12 voll., Milano, Gut, 2009.

## Il teatro
- Comedians, regia di Gabriele Salvatores (1985)
- Eldorado, regia di Gabriele Salvatores (1986)
- Rec-cital e Settespettacoli, con Paolo Rossi (1986-1987)
- Chiamatemi Kowalski, con Paolo Rossi e David Riondino, regia di Gabriele Salvatores (1987)
- C'è quel che c'è, con Paolo Rossi, regia di Giampiero Solari (1991)
- Operaccia Romantica, regia di Giampiero Solari (1992)
- Lei, con Marina Massironi, Flavio Bonacci, Ruggero Cara (1994)
- Il Circo di Paolo Rossi (1995)
- I corti di Aldo, Giovanni & Giacomo, regia di Arturo Brachetti (1995)
- Il suono di Vùstoc, con Francesco Baccini e Marco Della Noce (1997)
- Tel chi el telùn, con Aldo, Giovanni e Giacomo (1999)
- Chiamatemi Kowalski, il ritorno, con Paolo Rossi (2006)
- Passati col rosso, reading del meglio di quarant'anni di satira di e con Gino e Michele (2015-2016)

## La televisione
- Non lo sapessi ma lo so, regia di Beppe Recchia (1982-1983)
- Dire, fare, baciare, regia di Paolo Beldì (1984)
- Drive In, con Antonio Ricci (1983-1988)
- Matrjoska, con Antonio Ricci, regia di Paolo Beldì (1988)
- L'araba fenice, con Antonio Ricci, regia di Paolo Beldì (1988)
- Va' pensiero (programma televisivo) di Andrea Barbato (1987-1989)
- Emilio di e con Zuzzurro e Gaspare (1988-1989 e 1989-1990)
- I vicini di casa – sitcom (1991-1992)
- Su la testa!, regia di Paolo Beldì, con Paolo Rossi, Antonio Albanese, Aldo, Giovanni e Giacomo, altri (1992-1993)
- I corti di Aldo, Giovanni & Giacomo, regia di Arturo Brachetti (1995)
- Zelig (1996-2025)
- Scatafascio, regia di Giampiero Solari, con Paolo Rossi (1997-1998)
- Comici, con Serena Dandini (1998-1999)
- Tel chi el telùn, regia di Arturo Brachetti, con Aldo, Giovanni e Giacomo (1999)
- Ma chi ce lo doveva dire?!, con Ficarra e Picone (2005)
- Ale e Franz Show, con Ale e Franz, due puntate registrate al Teatro Strehler di Milano e andate in onda il 24 settembre e il 4 ottobre (2009)
- Checco Zalone Show, con Checco Zalone, registrato al Teatro Ariston di Sanremo il 24 e 25 settembre e andato in onda l'11 ottobre in prima serata su Canale 5 (2009)
- Brignano con la O... Punto e basta, con Enrico Brignano, registrato al Teatro Allianz di Assago a maggio 2009 e andato in onda in due puntate: Brignano con la O parte prima e Brignano con la O parte dopo, tra settembre e dicembre. In realtà, a causa di un avvenimento luttuoso a Kabul, la seconda puntata di settembre è stata sospesa; sono state trasmesse entrambe le puntate a dicembre (2009)
- Concerto del Primo Maggio a Roma, con Claudio Bisio (2004-2005-2006)

## Principali riconoscimenti
- 1978 - Premio città di Forte dei Marmi per la satira politica, per il libro Rosso un cuore in petto c'è fiorito
- 1993 - Premio Aristofane a Saint-Vincent per la satira televisiva
- 1995 - Premio Funny Film Festival, città di Boario, sul cinema comico
- 1997 - Premio città di Melfi
- 1997 - Biglietto d'oro, per Così è la vita di Aldo, Giovanni e Giacomo
- 2003 - Premio città di Forte dei Marmi per la satira politica, alla carriera
- 2003 - Premio città di Piacenza per l'attività di autori comici, alla carriera
- 2005 - Ambrogino d'oro della città di Milano
- 1988 - Telegatto per Drive In
- 1989 - Telegatto per Va' pensiero
- 1990 - Telegatto per Emilio, premio speciale della critica
- 1997 - Telegatto per Drive In
- 2003 - Telegatto per Zelig Circus
- 2004 - Telegatto per Zelig Circus
- 2008 - Telegatto di platino per l'eccellenza per Zelig

- 1999 - Premio Regia Televisiva (Rai) per Comici
- 2003 - Premio Regia Televisiva (Rai) per Zelig Circus
- 2005 - Premio Regia Televisiva (Rai) per Zelig Circus
- 2006 - Premio Regia Televisiva per Zelig Circus
- 2009 - Premio Regia Televisiva per Zelig
- 2010 - Premio Regia Televisiva per Zelig
- 2011 - Premio Regia Televisiva per Zelig
- 2012 - Premio Regia Televisiva per Zelig